# Hynek Vojáček
Hynek Vojáček, v Rusku používal jméno Ignatij Kašparovič Vojáček, (4. prosince 1825 Zlín – 9. února 1916 Petrohrad) byl český hudební skladatel, pedagog a publicista.

## Život
Otec skladatele byl vesnický kantor. Sbíral lidové písně na Valašsku. Jeho zápisy použil i František Sušil ve své sbírce „Moravské národní písně s nápěvy do textů vřazenými“. Základní hudební vzdělání tak skladatel získal u svého otce. Dalším jeho učitelem vsetínský varhaník Daněk.
Od roku 1838 byl fundatistou v klášteře augustiniánů v Brně, kde pokračoval ve studiu hudby u Gottfrieda Riegra a filosofie u Františka Matouše Klácela. Již v době studia na gymnáziu komponoval písně a chrámové skladby.
V roce 1845 odešel do Vídně, aby pokračoval ve studiu filosofie. Ve Vídni se účastnil činnosti slovanského pěveckého spolku. Po roce studia zanechal a po tři roky byl domácím učitelem v rodině hraběte Bethlena v Sedmihradsku. V roce 1848 se vrátil do Vsetína a pořádal koncerty s orchestrem zámku Světlova. Od roku 1858 působil jako sbormistr brněnského mužského pěveckého sboru Männergesangsverein, v němž řídil koncerty českých skladatelů.
Nakrátko odešel opět do Vídně. Seznámil se ruským skladatelem Alexejem Fjodorovičem Lvovem (mj. autorem ruské carské hymny: „Bože, cara chraň“) a s ním odešel do Ruska. Nejprve byl učitelem hudby v rodině generála Samsonova v Brestu. Samsonov byl totiž manželem Lvovovy sestry. V roce 1853 se stal kapelníkem 1. gardového (Preobraženského) pluku v Petrohradě a o tři roky později fagotistou carské opery. V tomto divadle pak působil téměř 50 let. Vedle toho byl učitelem hudby v carském divadelním učilišti a od roku 1862 profesorem teoretických předmětů na petrohradské konzervatoři.
Skladatelsky se v Rusku příliš neprosadil. Každoročně se však vracel na Valašsko a pokračoval v tradici svého otce, zabýval se sběrem valašských lidových písní. Udržoval přátelské styky s Leošem Janáčkem, i když pro jeho dílo neměl příliš pochopení. Z Petrohradu dopisoval do pražského hudebního časopisu Dalibor. Jedním z jeho nejúspěšnějších děl byla Slavnostní ouvertura, kterou byl 18. listopadu 1862 zahájen provoz Prozatímního divadla v Praze.

## Dílo

### Opery
- Zajatá (1867)
- Tamara, carevna gruzínská

### Kantáty
- Maruška. Obrázek z Pobečví (1907)
- Na horách (1909)

### Písně
- Veselá jízda (František Ladislav Čelakovský, 1845)
- Píseň z Herlošova Žižky (1859)
- Žel (Gustav Pfleger Moravský, 1862)
- Sláva (Vincenc Furch, 1863)
- Písně na Adolfa Heyduka
- Ruské romance (na slova A. J. Pukarova)
- Prosti (Nikolaj Alexejevič Někrasov)

### Sbory
- Stesk (1899)
- 6 čtyřhlasých písní pro ženský nebo dětský sbor
- Národy nehasnou (1846)
- Hlas z Blaníka (František Matouš Klácel, 1849)
- Teď mocný vane světem duch (Aleš Balcárek)
- Desatero zpěvů (Adolf Heyduk, 1885)
- Hostýnské písně
- Udivení (Josef Václav Sládek, 1899)
- Čechoslovanské prostonárodní písně

Kromě toho komponoval chrámové skladby, ouvertury pro orchestr, drobné skladby pro klavír a instruktivní etudy pro fagot.